# Salechard
Salechard (Russisch: Салехард, Salechard) is een stad in het Russische Noord-West-Siberische autonome district Jamalië. De stad staat erom bekend dat het de enige ter wereld is die precies op de noordpoolcirkel ligt. De stad ligt iets ten oosten van de Arctische Oeral, op de Poloejhoogte ten noorden van de rivier de Poloej aan de oostkust van de bovenloop van de rivier de Ob op 1982 kilometer ten noorden van Tjoemen en 2436 kilometer ten noordoosten van Moskou.

## Geschiedenis
Op de plaats van de huidige stad lag voor de komst van de Russen de nederzetting van de Nenetsen Polnovat-Vozj (Russisch: Полноват-вож). Voor de komst van de Russen kwamen er al vanaf de 11e eeuw handelaren uit de republiek Novgorod. De Russen arriveerden in de 16e eeuw in het gebied. De lokale Nenetsen weigerden de jasakbelasting te betalen, waarna ze naar het noorden werden verdreven door de Russen.
De stad werd gesticht in 1595 als het Kozakkenfort Obdorsk, een van de eerste Russische nederzettingen in Siberië, vlak na de verovering door Jermak. De naam Obdorsk betekent "plaats bij de Ob"; waarbij 'dor' Zurjeens is voor "plaats naast iets" of "plaats naast alles" (Russisch: место рядом с чем-нибудь). De Zurjenen (Komi) waren in de 16e eeuw gidsen voor de Russen in het gebied. De Nenetsische naam voor de plaats was echter Sale-Charn (Сале-Харн), waarbij Sale staat voor "kaap" en Chard voor "huis" of "nederzetting"; "nederzetting op de kaap". Het gebied rond Obdorsk werd aangeduid als de kraj Obdorski of Obdorië (Obdorieja).

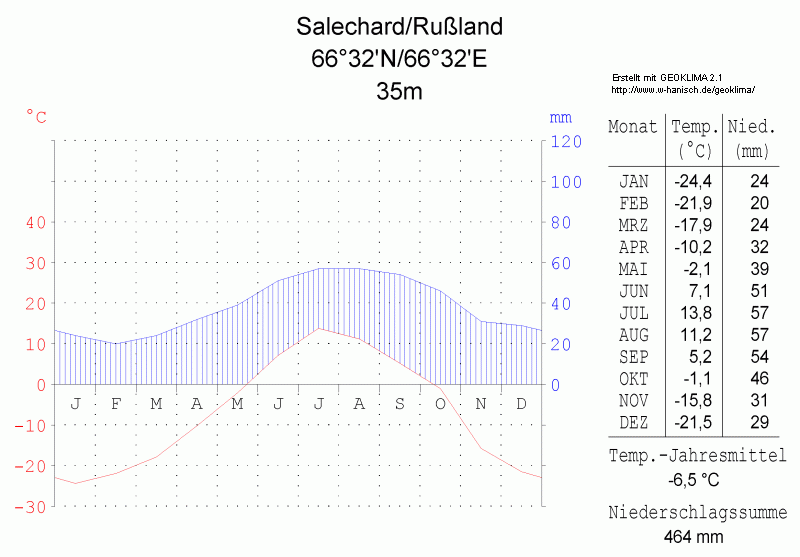
klimatogram van de stad

Eind 18e eeuw werd het fort afgebroken. Rond 1820 begonnen de eerste Russen zich er permanent te vestigen. Vanaf het midden van de 18e tot het begin van de 20e eeuw vond er elke winter de Markt van Obdorsk plaats. Op 10 december 1930 werd de plaats het bestuurlijk centrum van Jamalië. In 1933 werd Obdorsk hernoemd tot Salechard. In 1938 kreeg Salechard de status van stad.

### "Spoorweg van de dood"
Onder Stalin was er het plan om de nieuwe stad Novy Port op 270 kilometer ten noordoosten van de stad op het schiereiland Jamal te verbinden met Salechard door een spoorlijn. De bouw hiervan startte eind jaren 40, maar de plannen werden al snel gewijzigd: Na de Tweede Wereldoorlog werd het plan bedacht om Igarka te verbinden met Salechard door de Poolcirkelspoorlijn. Het oorspronkelijke plan van Stalin was om een geheime haven voor kernonderzeeërs in de Obboezem aan te leggen, als een uitvalsbasis aan de Noordelijke IJszee, waarvoor in 1947 door Goelagdwangarbeiders al een spoorlijn was aangelegd van Vorkoeta naar Salechard. Dit bleek echter een kolossale blunder: De Obboezem was met 10 tot 12 meter veel te ondiep voor onderzeeboten. Stalin besloot daarop de spoorlijn dan maar verder door te trekken naar Igarka, naar de Jenisej.
De spoorlijn van 1263 kilometer moest worden aangelegd door meer dan 100.000 Goelagdwangarbeiders en zou in de toekomst moeten worden doorverbonden met Norilsk en verder naar het oosten om Noord-Siberië open te leggen voor exploitatie (Stalin voorzag uiteindelijk een spoorlijn naar Tsjoekotka). De bouw begon in 1949 vanaf zowel Salechard (project 501) als Igarka (bouwproject 503). Volgens de planning zou de spoorlijn binnen twee jaar moeten zijn voltooid. De werkelijkheid was echter anders: door de enorme afstanden waarover materialen moeten worden vervoerd en door de moeilijke permafrostondergrond liep het project veel vertraging op. Na de dood van Stalin in 1953 werd echter het project afgebroken door de opheffing van veel Goelagkampen en omdat men in begon te zien dat de kosten te hoog waren. Bij de bouw kwamen duizenden dwangarbeiders om het leven, waardoor de spoorlijn ook wel de "Spoorweg van de dood" werd genoemd door de Goelagdwangarbeiders.

## Economie
Salechard heeft een visfabriek en een aantal andere industrieën. Het hoofdkantoor van het grootste onafhankelijke gasbedrijf van Rusland (het tweede Russische gasbedrijf na Gazprom), Novatek, staat ook in de stad.

## Transport
De stad heeft een rivierhaven voor het vervoer naar andere plaatsen aan de Obboezem, met Chanty-Mansiejsk en Omsk en een modern vliegveld. Labytnangi aan de andere zijde van de rivier heeft een spoorverbinding met Vorkoeta via de Arctische Oeralspoorlijn en daarmee ook met de rest van Rusland. In de zomer is Salechard verbonden met Labynangi door een pont en in de winter door een busverbinding over de dan bevroren Ob. Vanuit Salechard loopt een spoorlijn naar Aksarka, die nog verder wordt doorgetrokken naar Nadym. Daarvandaan lopen spoorlijnen naar de olie- en gassteden van Jamalië en Chanto-Mansië en naar Tjoemen.
Momenteel wordt er ook gebouwd aan een nieuwe spoorlijn die Salechard moet verbinden met Bovanenkovski op het centrale deel van het schiereiland Jamal, waar een aantal aardolie- en aardgasvelden worden geëxploiteerd.
Ook zal er een weg worden aangelegd vanaf Tjoemen, via Agirisj naar Salechard, als onderdeel van het project "industriële Oeral-Arctische Oeral", waarbij een transportcorridor de Arctische Oeral moet gaan verbinden met de steden in de Centrale Oeral.

## Stadsaanblik
De stad bestaat voor een groot deel uit houten huisjes van 1 of 2 verdiepingen, hetgeen het een dorpse aanblik geeft. De laatste jaren zijn hier echter veel hoge flatgebouwen bij gekomen.
Salechard heeft ondanks zijn ligging vlak naast de grootste aardolie- en gasvelden van Rusland pas in 1999 aansluiting gekregen op het gasnet.

## Demografie
| 1939   | 1959   | 1970   | 1979   | 1989   | 2002   |
| ------ | ------ | ------ | ------ | ------ | ------ |
| 13.000 | 16.600 | 21.900 | 24.900 | 31.500 | 36.800 |